# Памятник детям — труженикам тыла (Екатеринбург)
Памятник детям-труженикам тыла — памятник в Екатеринбурге детям, трудившимся в годы Великой Отечественной войны в тылу.
Монумент находится недалеко от пересечения проспекта Космонавтов и улицы Фронтовых бригад в парке рядом со станцией метро «Машиностроителей». Открыт в ноябре 2014 года. Его авторы — скульптор Константин Грюнберг и архитектор Юрий Дорошин — сотрудники «Архитектурной мастерской академика Белянкина» и литейной мастерской «Литейный двор».
Памятник детям-труженикам тыла является составной частью мемориала, посвященного подвигу тружеников тыла, фронтовых бригад и детей Великой Отечественной войны. Место для мемориала было выбрано не случайно — именно в Орджоникидзевском районе Свердловска (так назывался город в годы войны) находились крупнейшие заводы, выпускавшие продукцию для фронта.
Центральная скульптура мемориального комплекса высотой 3,5 метра изображает детей, несущих символический крест. За ней находится чугунный барельеф длиной тринадцать метров, изображающий отдельные моменты трудовых будней тыла. На постаменте, выложенном серой мраморной плиткой, выпуклыми буквами выложены слова: «И будем жить! И будем помнить!».
Предполагается, что впоследствии на площадке мемориала будут размещены памятные доски с перечислением исторических названий всех предприятии Свердловска, работавших в годы войны на оборону страны.
Также Администрация Екатеринбурга и ветеранские организации города планируют открыть в уральской столице музей-памятник труженикам тыла, цель которого — рассказывать жителям города и будущим поколениям о вкладе свердловчан в Великую Победу.